# Carl August Kullgren

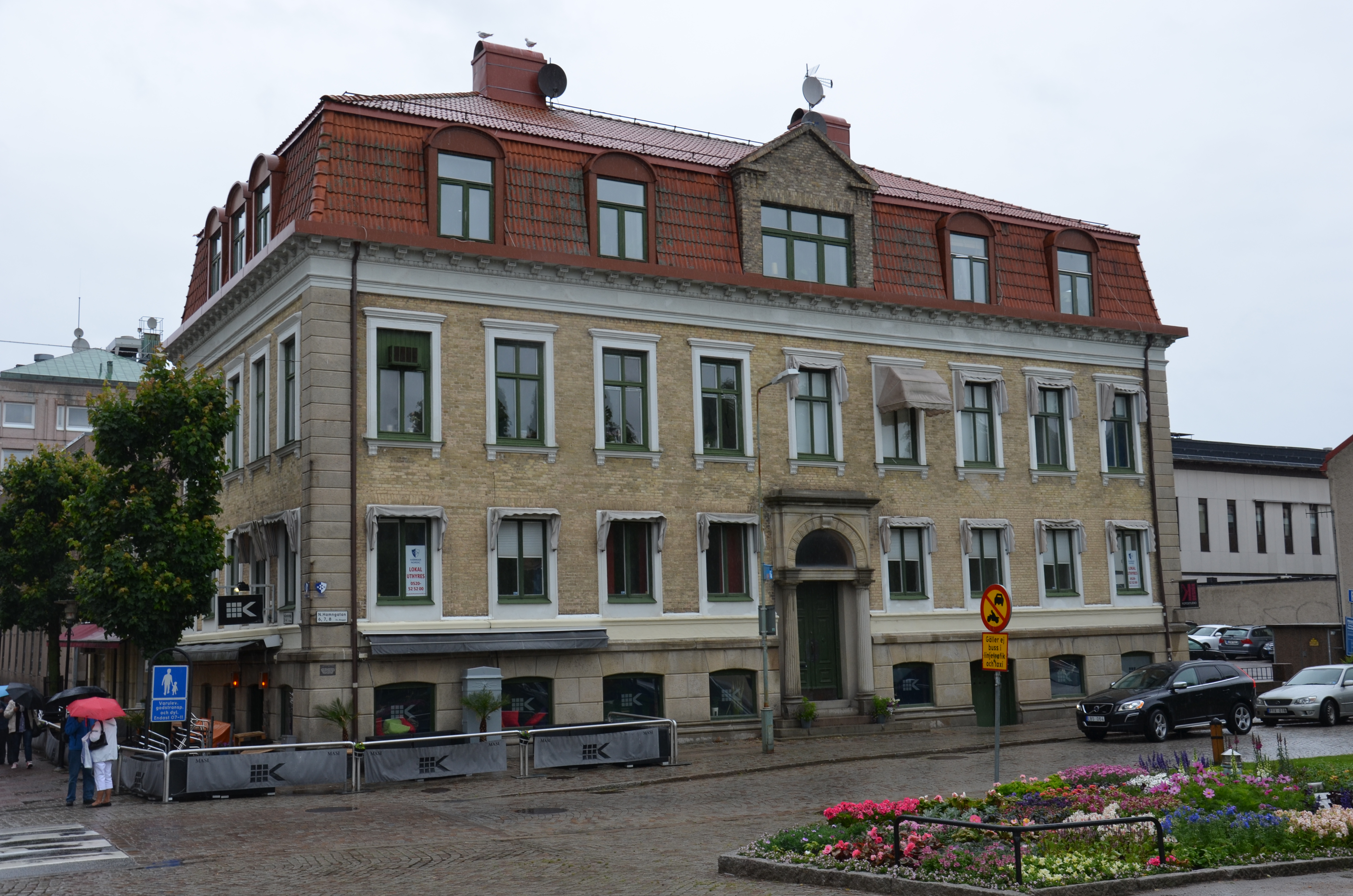
Kullgrenska huset i Uddevalla, uppfört på 1860-talet av Carl August Kullgren som bostad och som kontor för Granitaktibolaget C. A. Kullgrens Enka

Carl August Kullgren, född 19 januari 1793 i Uddevalla, död 25 september 1851 i London, var en svensk köpman och redare. 
Carl August Kullgren fick merkantil utbildning i den herrnhutiska utbildnings- och industriorten Christiansfeld i Danmark. Vid faderns död övertog han familjens affärsrörelse redan som sextonåring. Han utvecklade verksamheten till en omfattande grosshandels- och rederiverksamhet.
Tillsammans med ingenjören och kanalbyggaren Nils Ericson grundade Carl August Kullgren ett bolag för stenbrytning, vilket skulle bryta sten för Nils Ericsons fästningsbygge på Marstrand och kanalbygge i Trollhättan. Stenbrytningen startade på ön Malmön i nuvarande Sotenäs kommun, utanför Brofjorden. Samarbetet med Ericson avslutas redan 1844. Med tiden blev bolaget Nordens största stenindustriföretag med stenbrytning på många platser i Sverige. Stenbolaget hade sin storhetstid efter Kullgrens död; bolaget hette då Granit AB C. A. Kullgrens Enka, i dagligt tal Kullgrens Enka.
Carl August Kullgren, som var dotterson till Peter Spaak, var gift med Ulrika Kullgren, född Hedrén, varigenom svåger till Johan Jacob Hedrén. Makarna Kullgren är gravsatta på Norra kyrkogården i Uddevalla.